# Basshunter
Basshunter, pravog imena  Jonas Erik Altberg, (Halmstad, 22. prosinca 1984.) švedski je pjevač, glazbeni producent i DJ.
Jonasu Altbergu dijagnosticiran je Touretteov sindrom. To ga je koštalo mnogo snage u njegovom djetinjstvu i muči ga još danas. Altberg je inače igrač DotA (Defense of the Ancients), jedne Warcraft 3 karte. Član je josancito Clan-a, koji igra Warcraft 3.

## Glazba
Jonas Altberg opisuje svoju glazbu kao Eurodance, dok se ona priznaje i kao Hard Dance. Prema svojim tvrdnjama radi glazbu uz pomoć računala i programa imenom Fruity Loops, još od 2001. godine. Basshunter je objavio svoja prva dva Albuma preko svoje webstranice. Prvi album se zvao The Bassmachine i izašao je 2004., drugi album se zvao The Old Shit i izašao je u godini 2006. Nakon objave singla "Boten Anna" 2006. postaje popularan u cijeloj Skandinaviji, Islandu, Finskoj kao i u Nizozemskoj.
Treći Basshunterov album nosi ime LOL <(^^,)> i radi se o, kao što se već da naslutiti po imenu albuma, Internetu. Tako na primjer pjesma "Vi sitter i Ventrilo och spelar DotA" govori da se pjevač nalazi u Ventrilo-u (program za audio chat) i da igra Warcraft 3 mapu imenom DotA (Defense of the Ancients). U pjesmi je govor o taktici igre i o scenama u igri. Melodija pjesme zasniva se na pjesmi "Daddy DJ" francuske grupe Daddy DJ.
Sredinom ožujka 2007. izašao je jedan Basshunter-ov remix pjesme "Leva's Polka", finskog pjevačkog kvarteta Loituma.

## Diskografija

### Studijski albumi
- The Bassmachine (2004.)
- LOL <(^^,)> (2006.)
- Now You're Gone – The Album (2008.)
- Bass Generation (2009.)
- Calling Time (2013.)

## Vanjske poveznice
- Službena stranica